# Maurice de Solages
 (décembre 2014).
Pour les autres membres de la famille, voir Famille de Solages.
Le comte Maurice de Solages, né le 12 janvier 1897 à Mézens (Tarn) et mort le 27 novembre 1960 à Mézens, est un ingénieur agronome français, Juste parmi les nations.

## Biographie
Frère de Mgr Bruno de Solages, Maurice de Solages devient ingénieur agronome en 1919.
Il est président de la Chambre d'agriculture du Tarn, membre de la Chambre régionale du Sud-Ouest et syndic local de Mézens.
Propriétaire du château de Mézens, il devient maire de la commune.
Il acquiert la propriété, avec François Reille-Soult, du quotidien royaliste L'Express du Midi (en), qu'ils renomment La Garonne. Il en assure la direction à partir de 1940.
Durant la guerre, en 1942, il est sollicité par son frère prêtre, François de Solages, pour prendre en asile une famille juive (Kurt Jacoby, sa femme, leur fils de dix-sept ans et leur fille de quatre ans). Maurice accepta et fabrique alors de faux papiers pour chaque membre de la famille. Il fait cacher les membres de la famille dans des endroits différents : Kurt Jacoby au Couvent de Saint-Joseph d'Oulias, Mme Jacoby dans un hôpital psychiatrique tenu par des religieuses, leur fille dans un pensionnat et leur fils Alexandre, qui devait à l'origine être logé dans un monastère voisin, fut accueilli chez les Solages, où il resta jusqu'en octobre 1944.
Alors qu'une colonne blindée allemande vint s'installer dans le parc de la propriété en mai 1943, les Allemands demandèrent à visiter le château. Le fils Alexandre Jacoby resta caché dans une petite pièce dans la tour du château.
Les membres de la famille Jacoby survécurent tous à la guerre.
Yad Vashem a décerné, le 13 juin 1995, à Maurice de Solages et à son épouse Claire, le titre de Juste parmi les nations.

## Publications
- « Récolte et conservation rationnelles des fourrages : une enquête auprès d'agriculteurs sur les résultats de la méthode de Solages, examen et conclusions », 1928
- « Lʹenseignement agricole: rapport présenté à lʹAssemblée des présidents des chambres dʹagriculture », 1935
- « Le Sous-sol tarnais », 1942
- « L'Agriculture tarnaise: étude complète écrite en collaboration par diverses personnalités tarnaises... sous la direction de Maurice de Solages », 1955

### Sources
- « Maurice de Solages »(Archive.org • Wikiwix • Archive.is • Google • Que faire ?), sur yadvashem-france.org
- « Maurice de Solages », sur db.yadvashem.org
- Sylvie Berney, L’Église de France face à la persécution des juifs: 1940-1944, CNRS